# Pseudocordylus langi
Pseudocordylus langi là một loài thằn lằn trong họ Cordylidae. Loài này được Loveridge mô tả khoa học đầu tiên năm 1944.